# Vương Tự Chi
Vương Tự Chi (王字之, 왕자지, Wang Chachi, 1066 - tháng 3 năm 1122), tên tự là Nguyên Trường (元長, 원장, Wonchang), thụy là Chương Thuận (章順, 장순, Changsun), sơ danh là Thiệu Trung (紹中, 소중, Sochong) một nhà nho, quan đại thần, nhạc sĩ và là một nhà quân sự người Triều Tiên dưới thời nhà Cao Ly..
Vương Tự Chi nguyên quán ở Hải Châu (海州, 해주, Haechu) thuộc đạo Hoàng Hải. Ban đầu gia tộc mang họ Phác (Pak, 박), nhưng đến đời ông cố là Phác Nho (王儒, 박유, Pak Yu) thì cải sang họ Vương. Dưới thời Cao Ly Túc Tông, Vương Tự Chi được bổ nhiệm vào chức nội thị, tức một chức vụ trong hàng ngũ hoạn quan. Năm 1108, ông được bổ nhiệm chức Binh mã phán quan và theo phục vụ cho tướng quân Doãn Quán (尹瓘, 윤관, Yun Kwan). Sau đó ông được bổ nhiệm một số chức vụ như Điện trung thiếu giám, Jeonjungsogam(전중소감 殿中少監), Yebinsigyung, Chumilwonjijusa. Ông từng được cử đi sứ sang Trung Quốc vào năm 1115.
Vương Tự Chi qua đời vào năm 1122, hưởng dương 56 tuổi.